# Zygmunt Siarkiewicz
Zygmunt Siarkiewicz (ur. 12 grudnia 1959 w Barlinku) – polski samorządowiec, burmistrz Barlinka w latach 2000–2014. Od 2021 roku dyrektor Zachodniopomorskiego Centrum Kultury Obszarów Wiejskich i Edukacji Ekologicznej w Ogrodach Przelewice.      

## Życiorys
Ukończył studia na Politechnice Szczecińskiej. Z zawodu jest ekonomistą. W lipcu 2024 roku został drugim wiceprezydentem Lions Club w Barlinku.

### Działalność samorządowa
10 lutego 2000 roku został wybrany burmistrzem Barlinka. Dołączył do Sojuszu Lewicy Demokratycznej. W 2001 roku został wspólnikiem Stowarzyszenia Przyjaciół Zespołu Tańca Barlinek – Uśmiechy. W wyborach samorządowych w 2002 roku ubiegał się o reelekcję na stanowisku burmistrza kandydując z list Sojuszu Lewicy Demokratycznej – Unii Pracy. W drugiej turze wygrał z Bolesławem Bortnowskim uzyskując 3030 głosów (53,05%). Był jednym z pomysłodawców i inicjatorów stworzenia Barlineckiego Ośrodka Kultury. Był inicjatorem powstania Stowarzyszenia Lider Pojezierza działającego na rzecz rozwoju obszarów wiejskich.
W wyborach samorządowych w 2006 roku ponownie został wybrany burmistrzem pokonując w drugiej turze Dariusza Zielińskiego z wynikiem 3620 głosów (51,03%). Odpowiadał za stworzenie marki Barlinek – Europejska Stolica Nordic Walking za co otrzymał nagrodę Polskiej Organizacji Turystycznej. Był także inicjatorem utworzenia Centrum Informacji Turystycznej przy Barlineckim Ośrodku Kultury oraz modernizacji drogi wojewódzkiej nr 151. Zmodernizował Stację Uzdatniania Wody dla Barlinka (przy wsparciu Narodowego Funduszu Ochrony Środowiska), pozyskał inwestora dla plaży miejskiej, był inicjatorem powołania Przedsiębiorstwa Wodno - Kanalizacyjnego w Barlinku oraz pozyskał inwestora dla Przedsiębiorstwa Energetyki Cieplnej w Barlinku. W czerwcu 2009 roku został współzałożycielem Lokalnej Grupy Rybackiej Sieja.
W wyborach samorządowych w 2010 roku został po raz kolejny wybrany burmistrzem Barlinka, pokonał w pierwszej turze kandydata Platformy Obywatelskiej – Mariusza Maciejewskiego, uzyskując 4505 głosów (61,13%). Został także wybrany radnym powiatu myśliborskiego uzyskując 1083 głosy (13,15%). W 2011 roku z jego inicjatywy otwarto Europejskie Centrum Spotkań w Barlinku realizowane we współpracy z Prenzlau. Został wybrany prezesem zarządu Stowarzyszenia Gmin Polskich Euroregionu Pomerania. Był także pomysłodawcą utworzenia w Barlinku Uniwersytetu Trzeciego Wieku.
W wyborach w 2014 roku w drugiej turze wyborów na funkcję burmistrza przegrał z Dariuszem Zielińskim uzyskując 2597 głosów (40,65%). Został natomiast ponownie wybrany radnym powiatu myśliborskiego z list SLD. 8 grudnia tego samego roku Zieliński zastąpił go na stanowisku burmistrza. Zrezygnował z członkostwa w Sojuszu Lewicy Demokratycznej. W wyborach samorządowych w 2018 roku bezskutecznie ubiegał się o mandat burmistrza Myśliborza przegrywając z Piotrem Sobolewskim w drugiej turze, uzyskał wówczas 2983 głosy (41,71%). W wyborach parlamentarnych w 2019 roku bezskutecznie kandydował do Sejmu RP z list Koalicji Obywatelskiej. Uzyskał 2340 głosów (0,5%).
Został powołany na stanowisko pełnomocnika marszałka województwa zachodniopomorskiego Olgierda Geblewicza ds. utworzenia Zachodniopomorskiego Centrum Kultury Obszarów Wiejskich i Edukacji Ekologicznej w Ogrodach Przelewice. W listopadzie 2020 roku został dyrektorem tej instytucji.
Wstąpił do Platformy Obywatelskiej RP. W wyborach parlamentarnych w 2023 roku kandydował z list Koalicji Obywatelskiej do Sejmu RP, w okręgu nr 41 z miejsca 12. W wyborach samorządowych w 2024 roku, kandydując z list KO, uzyskał mandat radnego powiatu myśliborskiego; otrzymał 1855 głosów (28,95%).

## Odznaczenia i wyróżnienia
- Złota Odznaka Honorowa Gryfa Zachodniopomorskiego (2004)[28]